# Памятные монеты Таджикистана
Памятные и юбилейные монеты выпускаются Национальным банком Таджикистана из драгоценных (золото — номиналами 50, 100 и 200 сомони и серебро — номиналами 1, 3, 5, 10, 20, 50, 100, 200 и 500 сомони) и недрагоценных металлов (биметалл — номиналом 3 и 5 сомони, мельхиор и нейзильбер — номиналом 1 сомони), начиная с 2004 года, когда были выпущены четыре монеты, посвящённые 10-летию Конституции Таджикистана и 80-летию Душанбе.

## Статистика
По состоянию на июль 2024 года было выпущено 59 разновидностей монет, в том числе 5 биметаллических, 2 из мельхиора, 1 из нейзильбера, 48 из серебра 925 пробы и 3 из золота 900 пробы.
| Сводная таблица выпуска монет по годам и материалу | Сводная таблица выпуска монет по годам и материалу | Сводная таблица выпуска монет по годам и материалу | Сводная таблица выпуска монет по годам и материалу | Сводная таблица выпуска монет по годам и материалу | Сводная таблица выпуска монет по годам и материалу | Сводная таблица выпуска монет по годам и материалу | Сводная таблица выпуска монет по годам и материалу | Сводная таблица выпуска монет по годам и материалу | Сводная таблица выпуска монет по годам и материалу | Сводная таблица выпуска монет по годам и материалу | Сводная таблица выпуска монет по годам и материалу | Сводная таблица выпуска монет по годам и материалу |
|                                                    | 2004                                               | 2006                                               | 2007                                               | 2008                                               | 2010                                               | 2011                                               | 2013                                               | 2014                                               | 2015                                               | 2018                                               | 2021                                               | Всего                                              |
| -------------------------------------------------- | -------------------------------------------------- | -------------------------------------------------- | -------------------------------------------------- | -------------------------------------------------- | -------------------------------------------------- | -------------------------------------------------- | -------------------------------------------------- | -------------------------------------------------- | -------------------------------------------------- | -------------------------------------------------- | -------------------------------------------------- | -------------------------------------------------- |
| Мельх. и нейз.                                     |                                                    | 2                                                  | 1                                                  |                                                    |                                                    |                                                    |                                                    |                                                    |                                                    |                                                    |                                                    | 3                                                  |
| Биметалл                                           | 2                                                  | 2                                                  |                                                    | 1                                                  |                                                    |                                                    |                                                    |                                                    |                                                    |                                                    |                                                    | 5                                                  |
| Серебро-925                                        | 2                                                  | 4                                                  | 1                                                  | 1                                                  | 1                                                  | 2                                                  | 1                                                  | 9                                                  | 1                                                  | 3                                                  | 23                                                 | 48                                                 |
| Золото-900                                         |                                                    | 3                                                  |                                                    |                                                    |                                                    |                                                    |                                                    |                                                    |                                                    |                                                    |                                                    | 3                                                  |
| Всего                                              | 4                                                  | 11                                                 | 2                                                  | 2                                                  | 1                                                  | 2                                                  | 1                                                  | 9                                                  | 1                                                  | 3                                                  | 23                                                 | 59                                                 |

## Монеты из недрагоценных металлов

### Монеты из мельхиора и нейзильбера
Монеты номиналом 1 сомони массой 5,20 г, диаметром 24 мм и толщиной 1,60 мм отчеканены в качестве UNC на Санкт-Петербургском монетном дворе.
Аверс: герб и название государства, национальный орнамент, номинал и год выпуска, знак монетного двора.
Гурт прерывисто-рубчатый. Тираж каждой монеты — до 100 000 шт.
| 2006 | | Год Арийской цивилизации. Царская охота                       |
| 2006 | Реверс: сцена царской охоты, надписи на тадж. СОЛИ ТАМАДДУНИ ОРИЁӢ • 2006 • и тадж. САҲНАИ ШИКОР (АСРИ V ПЕШ АЗ МИЛОД). Материал: мельхиор.     |                                                               |
| 2006 | | Год Арийской цивилизации. Настенная роспись древних таджиков  |
| 2006 | Реверс: портреты знатных особ, надписи на тадж. СОЛИ ТАМАДДУНИ ОРИЁӢ • 2006 • и тадж. ДЕВОРНИГОРАИ ТОҶИКОНИ БОСТОН. Материал: мельхиор.         |                                                               |
| 2007 | | 800 лет со дня рождения Мавлана Джалал ад-Дина Мухаммада Руми |
| 2007 | Реверс: портрет Руми, надписи на тадж. ШОИР ВА МУТАФАККИРИ БУЗУРГ МАВЛОНО ҶАЛОЛЛИДИНИ РУМӢ ★ 1207—1273 ★ и тадж. 800 СОЛ. Материал: нейзильбер. |                                                               |

### Биметаллические монеты
Монеты отчеканены в качестве UNC на Санкт-Петербургском монетном дворе, центральная часть изготовлена из мельхиора, внешняя — из латуни.
Аверс: герб и название государства, национальный орнамент, номинал и год выпуска, знак монетного двора.
Гурт гладкий с надписями на тадж. СЕ СОМОНӢ или тадж. ПАНҶ СОМОНӢ, разделёнными звёздочками.
| 2004 | | 80 лет Душанбе                                |
| 2004 | Реверс: памятник Исмаилу Самани в Душанбе, надписи на тадж. ПОЙТАХТИ ТОҶИКИСТОН ш. ДУШАНБЕ ★ 1924—2004 ★ и тадж. 80 СОЛ. Номинал: 3 сомони. Масса: 6,35 г. Диаметр: 25,5 мм. Толщина: 1,6 г. Тираж: [уточнить]                    |                                               |
| 2004 | | 10 лет Конституции                            |
| 2004 | Реверс: флаг и конституция Таджикистана, пальмовая ветвь, надписи на тадж. • КОНСТИТУТСИЯИ ҶУМҲУРИИ ТОҶИКИСТОН • ••• и тадж. X СОЛ. Номинал: 5 сомони. Масса: 7,5 г. Диаметр: 26,5 мм. Толщина: 1,6 г. Тираж: [уточнить]          |                                               |
| 2006 | | 2700 лет Кулябу                               |
| 2006 | Реверс: эмблема празднования юбилея, надпись на тадж. • 2700 СОЛАГИИ ш. КӮЛОБ •. Номинал: 3 сомони. Масса: 6,3 г. Диаметр: 25,5 мм. Толщина: 1,8 г. Тираж: 100 000 шт.                                                            |                                               |
| 2006 | | 15 лет независимости                          |
| 2006 | Реверс: Дворец Нации с государственным флагом на фоне карты Таджикистана, надписи на тадж. ИСТИҚЛОЛИЯТИ ТОҶИКИСТОН и тадж. XV-СОЛ 1991—2006. Номинал: 5 сомони. Масса: 7 г. Диаметр: 26,5 мм. Толщина: 1,85 г. Тираж: 100 000 шт. |                                               |
| 2008 | | 1150 лет со дня рождения Абу Абдаллаха Рудаки |
| 2008 | Реверс: портрет поэта, свиток с надписью на тадж. 1150 СОЛ и перо, надпись на тадж. САРДАФТАРИ АДАБИЁТИ ТОҶИК АБӮАБДУЛЛОҲИ РӮДАКӢ ★. Номинал: 5 сомони. Масса: 7,5 г. Диаметр: 26,5 мм. Толщина: 1,6 г. Тираж: 100 000 шт.        |                                               |

## Монеты из серебра
Монеты чеканятся из серебра 925 пробы в качестве proof.

### Серия «Год Арийской цивилизации»
Монеты серии номиналом 1 сомони, массой 20,00 г и диаметром 35,00 мм были выпущены в 2006 году.
Аверс: герб и название государства, проба металла, номинал и год выпуска монеты.
Реверс: сцена из жизни древних таджиков, её название и название серии на тадж. СОЛИ ТАМАДДУНИ ОРИЁӢ • 2006 •.
Гурт прерывисто-рубчатый. Тираж каждой монеты — 2000 шт.
| 2006 |  | Сцена охоты (V век до н. э.) тадж. САҲНАИ ШИКОР (АСРИ V ПЕШ АЗ МИЛОД) |  | 2006 |  | Настенная роспись древних таджиков тадж. ДЕВОРНИГОРАИ ТОҶИКОНИ БОСТОН |

### Серия «90 лет Душанбе»
Монеты серии номиналом 500 сомони, массой 31,1 г и диаметром 38,61 мм отчеканены фирмой Mayer Mint GmbH Germany Архивная копия от 10 июня 2017 на Wayback Machine.
Аверс: герб и название государства на таджикском и английском языках, масса и проба металла, номинал и год выпуска монеты.
Реверс: надпись «Душанбе — столица Республики Таджикистан» на тадж. ПОЙТАХТИ ҶУМҲУРИИ ТОҶИКИСТОН ШАҲРИ ДУШАНБЕ и англ. DUSHANBE IS THE CAPITAL OF THE REPUBLIC OF TAJIKISTAN, герб Душанбе, соответствующее здание, даты «1924 2014» и число «90» в орнаментальном обрамлении.
Гурт рубчатый. Тираж каждой монеты — 2000 шт.
| 2014 |                                 | Национальная библиотека Таджикистана |  | 2014 |  | Театр оперы и балета |
| 2014 | Национальный музей Таджикистана |                                      |  |      |  |                      |

### Серия «XXII зимние Олимпийские игры в Сочи»
Монеты серии номиналом 50 сомони, массой 31,1 г и диаметром 38,61 мм отчеканены фирмой Mayer Mint GmbH Germany.
Аверс: герб и название государства на таджикском и английском языках, номинал, проба и масса металла.
Реверс: надпись «Олимпийские игры» на тадж. БОЗИҲОИ ОЛИМПӢ и англ. OLYMPIC GAMES и год выпуска монеты на фоне сцены соответствующего вида спорта.
Гурт рубчатый. Тираж каждой монеты — 5000 шт.
| 2014 |        | Прыжки с трамплина |  | 2014 |  | Биатлон |
| 2014 | Слалом |                    |  |      |  |         |

### Серия «ПускРогунской ГЭС»
Монеты серии номиналом 100 сомони, массой 31,1 г и диаметром 38,61 мм отчеканены монетными дворами Польши и Казахстана.
Аверс: герб и название государства на таджикском и английском языках, масса и проба металла, номинал.
Реверс: название события на тадж. ОҒОЗИ КОРИ НБО-и РОҒУН и англ. LAUNCH OF ROGUN HPP, дата пуска станции «16.11.2018»
Гурт рубчатый.
| 2018 |                                               | Рогунская ГЭС Тираж: 19 000 + 29 000 шт. |  | 2018 |  | Эмомали Рахмон Тираж: 500 + 500 шт. |
| 2018 | Эмомали Рахмон (цветная) Тираж: 500 + 500 шт. |                                          |  |      |  |                                     |

### Серия «20 летШОС»
Монеты серии отчеканены на Казахстанском монетном дворе.
Аверс: герб и название государства на таджикском и английском языках, масса и проба металла, номинал.
Реверс: эмблема саммита ШОС 2021 года в Душанбе, надпись на тадж. 20-СОЛАГИИ ТАЪСИСИ СОЗМОНИ ҲАМКОРИИ ШАНХАЙ • 2001-2021 •.
Гурт рубчатый. Тираж набора из 5 монет — 100 шт. + 500 сомони в индивидуальной упаковке — ещё 1000 шт.
| 2021 |                                                   | Номинал: 10 сомони Диаметр: 30 мм Масса: 10 г |  | 2021 |                                                | Номинал: 200 сомони Диаметр: 50 мм Масса: 40 г |
| 2021 |                                                   | Номинал: 20 сомони Диаметр: 33 мм Масса: 20 г |  | 2021 | Номинал: 500 сомони Диаметр: 50 мм Масса: 50 г |                                                |
| 2021 | Номинал: 100 сомони Диаметр: 38,61 мм Масса: 30 г |                                               |  |      |                                                |                                                |

### Серия «30 лет независимости»
Монеты серии отчеканены на Казахстанском монетном дворе.
Аверс: герб и название государства на таджикском и английском языках, масса и проба металла, номинал.
Реверс: эмблема празднования 30-летия независимости, надпись «Государственная независимость республики Таджикистан» на тадж. ИСТИҚЛОЛИЯТИ ДАВЛАТИИ ҶУМҲУРИИ ТОҶИКИСТОН и англ. STATE INDEPENDENCE OF THE REPUBLIC OF TAJIKISTAN и годы юбилея — 1991 2001.
Гурт рубчатый. Тираж набора из 5 монет — 100 шт. + 500 сомони в индивидуальной упаковке — ещё 2000 шт.; 50 сомони — 1500 шт.
| 2021 |  | Номинал: 10 сомони Диаметр: 30 мм Масса: 10 г    |  | 2021 |                                                | Номинал: 100 сомони Диаметр: 38,61 мм Масса: 30 г |
| 2021 |  | Номинал: 20 сомони Диаметр: 33 мм Масса: 20 г    |  | 2021 | Номинал: 200 сомони Диаметр: 50 мм Масса: 40 г |                                                   |
| 2021 |  | Номинал: 50 сомони Диаметр: 38,61 мм Масса: 25 г |  | 2021 | Номинал: 500 сомони Диаметр: 50 мм Масса: 50 г |                                                   |

### Серия «Животный мир Таджикистана»
Монеты серии номиналом 100 сомони массой 28,28 г и диаметром 41 мм отчеканены из серебра 925 пробы с позолотой из золота 999 пробы на Польском монетном дворе. Внутри каждой монеты — пластиковая вставка с позолоченной серебряной фигуркой соответствующего животного.
Аверс: герб и название государства на таджикском языке, масса и проба металла, номинал, год выпуска, национальный орнамент, 7 позолоченных звёзд.
Реверс: на фоне горного пейзажа — позолоченное изображение животного, по краю — его название на таджикском и латинском языке.
Гурт рубчатый. Тираж набора из 12 монет — 300 штук.
| 2021 |  | Баран Марко Поло тадж. ГӮСФАНДИ МАРКО ПОЛО лат. Ovis ammon polii                              |  | 2021 |                                                                           | Дрофа тадж. ДУГДОГ лат. Otis tarda tarda |
| 2021 |  | Большой амударьинский лжелопатонос тадж. БЕЛБИНИИ АМУДАРЁ лат. Pseudoscaphirhynchus kaufmanni |  | 2021 | Бухарский олень тадж. ГАВАЗНИ БУХОРОӢ лат. Cervus elaphus bactrianus      |                                          |
| 2021 |  | Туранский тигр тадж. ПАЛАНГ лат. Panthera tigris virgata                                      |  | 2021 | Балобан тадж. БОЗ лат. Falco cherrug coatsi                               |                                          |
| 2021 |  | Беркут тадж. БУРГУТ лат. Aquila chrysaetos                                                    |  | 2021 | Винторогий козёл тадж. БУЗИ ПАРМАШОХ лат. Capra falconeri                 |                                          |
| 2021 |  | Азиатский кеклик тадж. КАБК лат. Alectoris chukar                                             |  | 2021 | Ирбис тадж. БАБРИ БАРФӢ лат. Panthera uncia                               |                                          |
| 2021 |  | Джейран тадж. ГИЗОЛ лат. Gazella subgutturosa                                                 |  | 2021 | Обыкновенный фазан тадж. ТАЗАРВИ ТОЧИКӢ лат. Phasianus colchicus bianchii |                                          |

### Монеты 2004—2010
| 2004 | | 80 лет Душанбе                                      |
| 2004 | Аверс: герб и название государства, национальный орнамент, номинал и год выпуска, знак монетного двора. Реверс: изображение памятника Исмаилу Самани в Душанбе, надписи на тадж. ПОЙТАҲТИ ТОҶИКИСТОН ш. ДУШАНБЕ ★ 1924—2004 ★ и тадж. 80 СОЛ. Гурт: гладкий с обозначением номинала на тадж. СЕ СОМОНИ ★. Отчеканена на Санкт-Петербургском монетном дворе. Номинал: 3 сомони. Масса: 26 г. Диаметр: 39 мм. Толщина: 2,8 г. Тираж: 1000 шт. |                                                     |
| 2004 | | 10 лет Конституции                                  |
| 2004 | Аверс: герб и название государства, национальный орнамент, номинал и год выпуска, знак монетного двора. Реверс: флаг и конституция Таджикистана, пальмовая ветвь, надписи на тадж. • КОНСТИТУТСИЯИ ҶУМҲУРИИ ТОҶИКИСТОН • ••• и тадж. X СОЛ. Гурт: гладкий с обозначением номинала на тадж. ПАНҶ СОМОНИ ★. Отчеканена на Санкт-Петербургском монетном дворе. Номинал: 5 сомони. Масса: 8,55 г. Диаметр: 26,5 мм. Тираж: 2000 шт.             |                                                     |
| 2006 | | 2700 лет Кулябу                                     |
| 2006 | Аверс: герб и название государства, национальный орнамент, номинал и год выпуска, проба металла. Реверс: эмблема празднования юбилея, надпись на тадж. • 2700 СОЛАГИИ ш. КӮЛОБ •. Гурт: прерывисто-рубчатый. Отчеканена на Санкт-Петербургском монетном дворе. Номинал: 3 сомони. Масса: 26 г. Диаметр: 39 мм. Толщина: 2,8 г. Тираж: 2000 шт.                                                                                              |                                                     |
| 2006 | | 15 лет независимости                                |
| 2006 | Аверс: герб и название государства, национальный орнамент, номинал и год выпуска, проба металла. Реверс: Дворец Нации с государственным флагом на фоне карты Таджикистана, надписи на тадж. ИСТИҚЛОЛИЯТИ ТОҶИКИСТОН и тадж. XV-СОЛ 1991—2006, растительный орнамент. Гурт: прерывисто-рубчатый. Отчеканена на Санкт-Петербургском монетном дворе. Номинал: 5 сомони. Масса: 34 г. Диаметр: 42 мм. Толщина: 2,85 г. Тираж: 2000 шт.          |                                                     |
| 2007 | | 800 лет со дня рождения Мавлана Джалал ад-Дина Руми |
| 2007 | Аверс: герб и название государства, национальный орнамент, номинал и год выпуска, проба металла. Реверс: портрет Руми, надписи на тадж. ШОИР ВА МУТАФАККИРИ БУЗУРГ МАВЛОНО ҶАЛОЛЛИДИНИ РУМӢ ★ 1207—1273 ★ и тадж. 800 СОЛ. Гурт: прерывисто-рубчатый. Отчеканена на Санкт-Петербургском монетном дворе. Номинал: 1 сомони. Масса: 20 г. Диаметр: 35 мм. Толщина: 2,5 г. Тираж: 1000 шт.                                                     |                                                     |
| 2008 | | 1150 лет со дня рождения Абу Абдаллаха Рудаки       |
| 2008 | Аверс: герб и название государства, национальный орнамент, номинал и год выпуска, проба металла. Реверс: портрет поэта, свиток с надписью на тадж. 1150 СОЛ и перо, надпись на тадж. АРДАФТАРИ АДАБИЁТИ ТОЧИК АБУАБДУЛЛОҲИ РУДАКИ ★. Гурт: прерывисто-рубчатый. Отчеканена на Санкт-Петербургском монетном дворе. Номинал: 5 сомони. Масса: 34 г. Диаметр: 42 мм. Толщина: 2,85 г. Тираж: 1000 шт.                                          |                                                     |
| 2010 | | 10 лет ЕврАзЭС                                      |
| 2010 | Аверс: номинал, название банка-эмитента, масса и проба металла, герб государства, год выпуска. Реверс: изображение памятника Исмаилу Самани в Душанбе, название города, эмблема ЕврАзЭС. Гурт: рубчатый. Отчеканена на Казахстанском монетном дворе. Номинал: 5 сомони. Масса: 31,1 г. Диаметр: 38,61 мм. Тираж: 2000 шт. |                                                     |

### Монеты 2011—н/в
| 2011 | | 20 лет независимости                                            |
| 2011 | Аверс: герб, флаг и название государства, номинал и год выпуска. Реверс: надпись «Независимость Таджикистана» на тадж. ИСТИҚЛОЛИЯТИ ТОҶИКИСТОН и англ. INDEPENDENCE OF TAJIKISTAN, Дворец Нации и надпись «YEARS XX СОЛ» — «20 лет», даты юбилея «1991-2011». Гурт: рубчатый. Отчеканена фирмой Mayer Mint GmbH Germany. Номинал: 50 сомони. Масса: 28,28 г. Диаметр: 38,61 мм. Тираж: 3000 шт. |                                                                 |
| 2011 | | 20 лет СНГ                                                      |
| 2011 | Аверс: герб, флаг, карта Таджикистана и номинал на фоне звёздного неба, название государства на таджикском и русском языках. Реверс: надпись «1991 ИТТИҲОДИ ДАВЛАТҲОИ МУСТАҚИЛ 2011 СОДРУЖЕСТВО НЕЗАВИСИМЫХ ГОСУДАРСТВ», эмблема СНГ, надпись «СОЛ XX ЛЕТ» — «20 лет». Гурт: рубчатый. Отчеканена на Казахстанском монетном дворе. Номинал: 100 сомони. Масса: 31,31 г. Диаметр: 38,61 мм. Тираж: 1000 шт. |                                                                 |
| 2013 | | 5500 лет Саразму                                                |
| 2013 | Аверс: герб и название государства на таджикском и английском языках, масса и проба металла, номинал. Реверс: название поселения на тадж. САРАЗМ и англ. SARAZM, надпись «СОЛ 5500 YEARS» — «5500 лет», символ поселения в виде цветка с 12 лепестками, год выпуска монеты. Гурт: рубчатый. Отчеканена на Казахстанском монетном дворе. Номинал: 100 сомони. Масса: 31,1 г. Диаметр: 38,61 мм. Тираж: 5000 шт. |                                                                 |
| 2014 | | 20 лет Конституции                                              |
| 2014 | Аверс: герб и название государства на таджикском и английском языках, масса и проба металла, номинал и год выпуска монеты. Реверс: карта и конституция Таджикистана, надпись на тадж. XX СОЛ на фоне лучей Солнца, колонна и растительный орнамент, надпись «Конституция Республики Таджикистан» на тадж. КОНСТИТУТСИЯИ ҶУМҲУРИИ ТОҶИКИСТОН и англ. THE CONSTITUTION OF THE REPUBLIC OF TAJIKISTAN. Гурт: рубчатый. Отчеканена Mayer Mint GmbH Germany. Номинал: 500 сомони. Масса: 31,1 г. Диаметр: 38,61 мм. Тираж: 2000 шт. |                                                                 |
| 2014 | | 600 лет со дня рождения Нуриддина Абдуррахмана ибн Ахмада Джами |
| 2014 | Аверс: герб и название государства на таджикском и английском языках, масса и проба металла, номинал и год выпуска монеты. Реверс: портрет Джами, его имя на тадж. АБДУРАҲМОНИ ҶОМӢ и англ. ABDURAHMAN JAMI, его годы жизни (1414—1492) и число «600». Гурт: рубчатый. Отчеканена фирмой Mayer Mint GmbH Germany. Номинал: 500 сомони. Масса: 31,1 г. Диаметр: 38,61 мм. Тираж: 2500 шт. |                                                                 |
| 2014 | | 700 лет со дня рождения Мир Сайида Али Хамадани                 |
| 2014 | Аверс: герб и название государства на таджикском и английском языках, масса и проба металла, номинал и год выпуска монеты. Реверс: портрет Хамадани, его имя на тадж. АЛӢ ҲАМАДОНӢ и англ. ALI HAMADONI, его годы жизни (1314—1384) и число «700». Гурт: рубчатый. Отчеканена фирмой Mayer Mint GmbH Germany. Номинал: 500 сомони. Масса: 31,1 г. Диаметр: 38,61 мм. Тираж: 2500 шт. |                                                                 |
| 2015 | | 3000 лет Гиссару                                                |
| 2015 | Аверс: герб и название государства на таджикском и английском языках, масса и проба металла, номинал. Реверс: название посёлка на тадж. ҲИСОР и англ. HISOR, надпись «СОЛ 3000 YEARS» — «3000 лет», ворота Гиссарской крепости на фоне гор и национальный орнамент, год выпуска монеты. Гурт: рубчатый. Отчеканена фирмой Mayer Mint GmbH Germany. Номинал: 100 сомони. Масса: 31,1 г. Диаметр: 38,61 мм. Тираж: 5000 шт. |                                                                 |

## Монеты из золота
Монеты, посвящённые 15-летию независимости Таджикистана, отчеканены из золота 900 пробы в качестве proof на Санкт-Петербургском монетном дворе.
Аверс: герб и название государства, проба металла, номинал.
Реверс: надпись «Независимость Таджикистана» на тадж. ИСТИҚЛОЛИЯТИ ТОҶИКИСТОН и англ. INDEPENDENCE OF TAJIKISTAN, Дворец Нации, карта Таджикистана, надпись «XV СОЛ YEARS 1991—2006» — «15 лет 1991—2006», год выпуска монеты.
Гурт рубчатый. Тираж каждой монеты — 2000 шт.
| 2006 |                                                                 | Номинал: 50 сомони Диаметр: 24 мм Толщина: 1,37 мм Масса: 10 г |  | 2006 |  | Номинал: 200 сомони Диаметр: 32 мм Толщина: 1,90 мм Масса: 25 г |
| 2006 | Номинал: 100 сомони Диаметр: 28 мм Толщина: 1,90 мм Масса: 15 г |                                                                |  |      |  |                                                                 |